# Szentábrahámi Unitárius Egyházközség

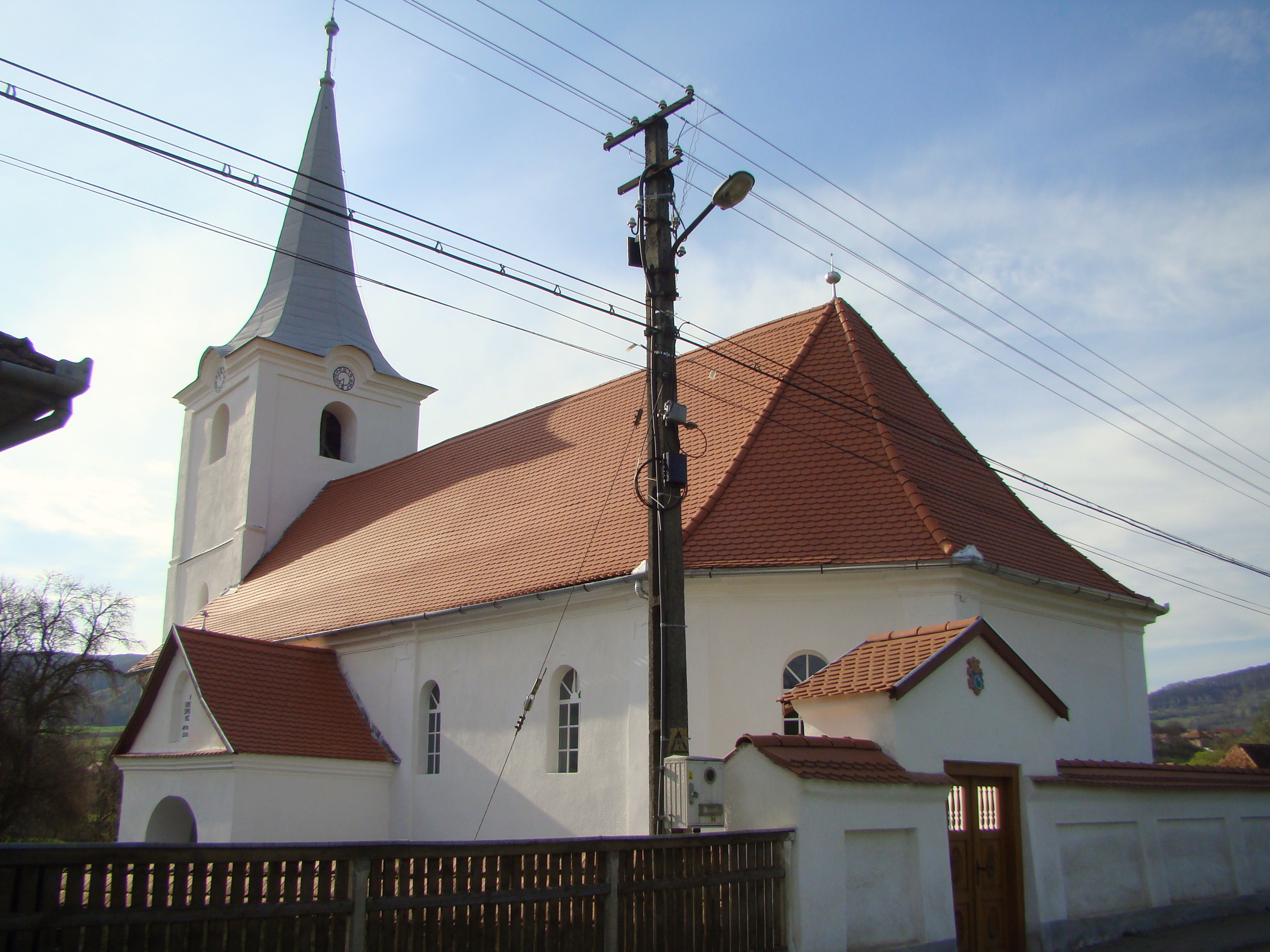

A Szentábrahámi Unitárius Egyházközség egy 660 lélekből álló gyülekezet Szentábrahámon, ezáltal a falu legnagyobb gyülekezeteként tartják számon a 804 főt számláló közösségben. Az 1334-es évben a pápai tizedjegyzék szerint már anyaeklézsiaként van számontartva, amelyről különböző fennmaradt írások is tanúskodnak: „Vyda sacerdos de Sancto Abraam solvit III. banales antiquos”. A bejegyzés igazolja, hogy Szentábrahámnak volt középkori temploma, de erről azonban keveset tudunk. A faluhoz mint anyaegyházközséghez tartozott: Csekefalva, Magyarandrásfalva és Gagy, amelyek a reformáció során, az unitárius hitre való áttérést követően az anyaeklézsiához tartoztak, mígnem sorra le nem váltak, különálló egyházközséget képezve: 1653-ban a Gagyi Unitárius Egyházközség lett különálló gyülekezet, 1805-től pedig a Csekefalvi Unitárius Egyházközség is, amelyről dr. Molnár István következőképpen ír: „Az új templom építésének kezdetén a csekefalvi filia még Szentábrahámhoz tartozott. De 1804-ben, önállósulni akarván, az Ürmösön 1804-ben tartott zsinat jóváhagyásával 1805-ben levált a matertől.” Jelenleg a Szentábrahámi Unitárius Egyházközséghez a Magyarandrásfalvi Unitárius Leányegyházközség tartozik.

## Temploma
Az 1333-as évből szerzünk tudomást egy Vyda nevű szentábrahámi papról, amiből feltételezzük, hogy ekkor már volt egy középkori templom a faluban. Talán ez az a templom, amelyről Orbán Balázs a következőképpen fogalmazott a Székelyföld leírásában: „Ujból Székely-Kereszturon vagyunk, de a már ismert kedves kis városkán most csak átutazunk, hogy az északról lejövő Gagy-vize völgyébe térjünk fel. Csekefalván* átvonulva Szent-Abrahámot, Gagy völgyének legnevezetesebb faluját éri az utas, mely község hajdan anya-ecclesiája volt a szomszéd Csekefalva, Andrásfalva és Gagynak, és melyet 1333-ban már mint önálló egyházmegyét találunk bejegyezve a pápai dézmák regestrumában. E faluk közös temploma a falu felső végénél beszakadó Ingpatak völgye torkolatjánál egy dombon feküdt, melyt még most is Templom-hegynek hivnak, a templomhegy feletti tetőt pedig Tomori-padjának. Ez egyház nagyon szép és régi volt, falait szép fresco-festvények boriták; de romladozott lévén, e század elején lebontatott. Innen vitetett a falu között lévő unitárius imaház harangja, melyen féldombor majuskel irásmodorban e körirat van. O rex gloriae veni cum pace.”
Az ősi templomról Lázár István unitárius püspök is írt, 1800-ban, egy Szentábrahámon tartott vizitáció jegyzőkönyvében, amelyben a következőket írja le: „Vagyon a Falu felső végin kívül Ing völgye verőfényin a Templom Fundusa (…) Mely Funduson vagyon minden fedél nélkül lévő és némely részeiben megromladozott kö-kerittés, lévén, ebben a bémenetel dél felöll tserép fedél alatt készült s már meghasadozott kö Tornáczon keresztül, vas sarku és záru bérlett fenyőfa deszka Ajton, a Keritésben pedig az Ekklésiának avatag sendely fedél alatt kívül belöl kö lábakkal meg-erösittetve épült, de mégis sok helyekken meg-hasadozott s leomlásra hanyatló Kö Temploma, ennek nap nyugoti végiben hasonló fedelű s kívülről kőlábakkal megerősittett Kö Tornyával együtt melynek déli oldalán kivülről egy ovális mezöben ezen irás vagyon: Renovata est haec Turris Anno 1777. A leírt Kerités és Templom között körös körül lévő piatzon szép szilvás egy termö almafával együtt találtatik, melynek termése a Minister Atyafiakat illeti, ha szinte többnyire a Templomba elöre felgyülö Halgatók, és a Kerités terpe Falán akármikoris könnyen bémehetök által a termésnek kevés hasznát vehetikis.”
A püspöki vizitációk jegyzőkönyvei, dr. Benkő Elek és munkatársai 1979-1985 közötti rendszeres ásatásai során a következőket tudjuk meg a falu egykori templomáról. “A templom földben levő falmaradványainak és a templomtér belsejében különböző mélységekben feltárt 176 sír leleteinek alapján megállapították, hogy az 1802-ben lebontott többperiódusú templom alatt egy korábbi kisméretű…. Szentábrahám legkorábbi (első) kőtemplomának maradványai fekszenek. Az első kőtemplom korát dr. Benkő Elek “óvatosan” a 12. század elejére keltezi. A feltárás során értékes leletek, használati tárgyak, ékszerek kerültek felszínre, valamint számos pénzérme IV. Béla, Luxemburgi Zsigmond, Nagy Lajos, Károly Robert, Hunyadi János, Mária Terézia idejéből.”
Dr. Molnár István a következőket jegyezte fel az új templom építésének időszakáról: „A 18. század közepétől vezetett kurátori számadáskönyvben 1755-től kezdve majdnem minden esztendőből követhetők a templom kisebb nagyobb javítására vonatkozó tételek, jelezve ezzel annak egyre romosabb állapotát. Az évszázad végére aztán boltozata annyira megroskadt, hogy elkerülhetetlenné vált az új templom építése, amelyhez a falu között megfelelő területet szereztek. Az 1795. évi elszámolási tételeknek legtöbbje, köztük "Az templom építésére fogadott Átsoknak előpénz" adása arról tanúskodnak, hogy megkezdték az új templom építésének előkészítését.” A régi templomot 1802-ben bontották le. Az új templom megépítésében gondokat jelentett, hogy Csekefalva, mint filia, 1805-ben levált a matertől. Ezekben az években, 1804-1806 között szerzik be a templomépítéshez szükséges anyagokat, majd a következő években nekilátnak az építésnek, amely több évet is igénybe vett: A templom tömbjével egyidőben épült a torony is; 1806-ban az erre tett kiadási tételek, a torony körül megkívántatott állások építése, a torony tetejére új gomb és a kupás cserepek felszegezésére hosszú szegek vétele, a kovácsnak a harang felkötéséért fizetett összeg, jelzik, hogy a torony tető alá hozása 1806-ban befejeződött. Az új templom és torony tömbjének felépítése után még évekig sok kiegészítő munkára volt szükség. 1809-ben deszkakerítést építenek, 1810-ben megcsináltatják az üvegablakokat, 1811-ben elkészítik a templomhajó díszes festésű kazettás mennyezetét, karzatot építenek, 1812-ben közadakozásból megcsináltatják a szószék-koronát…”. A templom építésének befejezését 1811-re datálják annak alapján, hogy a mennyezeten található kazettán a következő írás olvasható: „Isten dicsőségére épitette a Szentábrahámi unitaria ecclesia 1811-ben.”
A templom a felépítése óta több alkalommal is fel volt újítva, azonban mai napig az eredeti formáját őrzi. Különlegessége, hogy találhatóak kazetták a régi templomból, amelyeket beleépítették az új templomba. A régebbi kazettákat kibővítették új kazettákkal, amelyek felismerhetőek, hogy a régebbiek szürkés árnyalatúak, míg az újabbak sötétkékek. A több, mint 200 éves templom az UNESCO Világörökség részét képezi mint B kategóriás műemlék templom. 

## Az orgona
Már az új templom megépítésekor vásárolt a gyülekezet egy orgonát: „az Istentisztelet buzgóbb teljesítése végett Tkts Jakabházi Sámuel úrfi egy (használt) orgonát vett 300 MJagyar] forintokkal, melynek megjavittására, romlásainak építésére Ti[sz]tfeletes] Nagy Mózes uram conferált (adományozott) 60 Rhénus (rajnai) forintokat". A régi, használt orgonának a történetét homály fedi, kevés adat van arról, Jakab Dénes unitárius lelkész 1988-ban megemlíti, amely által megtudjuk, hogy az orgonát Atyhából vásárolta az ekklézsia: „1813-ban vásárolták az atyhai kat. eklézsiától. Hová lett, nem tudjuk. Annak javításáról is tudunk. Biztosan gyenge állapotban volt.”
Az ekklézsia elhatározta a XIX. század közepén egy új orgona készíttetését, amelyről nincsen információnk, hogy pontosan melyik évben készült, csupán a hangszert Balázs Mózes lókodi orgonaépítő készítette. Enyedi Pál, a budapesti Zeneakadémia tanára a következőképpen jellemezte az orgonát: „Az egymanuálos, pedál nélküli hangszert kinézete és szerkezete alapján Balázs Mózes készítette mechanikus csúszkaládával, végig kromatikus billentyűzettel, a szekrénytől külön felállított két ékfúvóval. Ma az alábbi regiszterek találhatók benne: Principál 8’, Födött 8’, Prestant 4’, Varázshegedű 4’, Ötöd 2 2/3, Mixtura 3 sor. Egykor ehhez egy dobregiszter és egy tremoló is járult, melyek jelenleg nem kapcsolhatók.” Első jegyzőkönyvi bejegyzés az orgonával kapcsolatosan 1868-ból származik: „[...] junius 2-án tartott Eklesiánk presbyteriumának ülésében, elő terjesztvén mikép a megromlott orgonánk kijavítása tekintetéből több presbyterek az illető orgonánk készítőjével előleges egyezetre léptek az elmult hetek napján és így 25 ft. , írva huszonöt forintba, a presbyterium jóváhagyása mellett – megis egyeztek.”
Az elmúlt több mint másfél évszázad során az orgona több javításon is keresztülment, legutolsó javítását Pap Zoltán orgonaépítő végezte 2010-ben. 